# فرحان باقر
الدكتور فرحان باقر هو من أوائل أساتذة الطب في جامعة بغداد مع الدكتور عبد الجبار العماري ، حيث درس قرابة ثلاثين عاما قبل أن يغادرها إلى أبوظبي، وله عشرات الدراسات الطبية المحكمة في داء السكري والطب الباطني. ويسكن حاليا في إمارة أبوظبي، وينتمي إلى الأسر والعوائل البغدادية من منطقة الكاظمية من بيت النعلبند وهم من خفاجة.
ولد الدكتور فرحان في بغداد وبها نشأ وأكمل دراسته الأولية والثانوية في بغداد ثم التحق بكلية الطب الملكية، حيث كان من الدفعات الأولى في الكلية التي تم افتتاحها في 4 نيسان 1930. وكانت هي أول كلية طب في المملكة العراقية.